# Tutana
Tutana – wieś w Rumunii, w okręgu Ardżesz, w gminie Băiculești. W 2011 roku liczyła 1562 mieszkańców.